# Agencja Praw Podstawowych Unii Europejskiej
Agencja Praw Podstawowych Unii Europejskiej (ang. The European Union Agency for Fundamental Rights, FRA), dawniej Europejskie Centrum Monitorowania Rasizmu i Ksenofobii (EUMC) – niezależna agencja Unii Europejskiej ustanowiona na mocy rozporządzenia Rady (WE) nr 168/2007 z dnia 15 lutego 2007 roku z siedzibą w Wiedniu.
Agencja swoje funkcjonowanie podjęła dnia 1 marca 2007 r. FRA posiada następujące organy: Radę Wykonawczą, Zarząd, Dyrektora oraz Komitet Naukowy. Ważną rolę w aspekcie homeostazy ze środowiskiem pełni Platforma Praw Podstawowych jako zespół organizacji pozarządowych wspomagających pracę Agencji.
Agencja jest prawnym następcą EUMC, które zostało powołane, by zbierać i rozpowszechniać w formie publikacji i raportów obiektywne i wiarygodne informacje o przestrzeganiu praw podstawowych w państwach członkowskich Unii Europejskiej. Centrum prowadzi również prace badawcze, w ramach których analizowane są przyczyny, przejawy i skutki zjawisk antyspołecznych (m.in. rasizmu, ksenofobii, homofobii czy antysemityzmu) oraz wskazuje kierunki działań podejmowanych i wskazanych w celu minimalizacji tych zjawisk w poszczególnych krajach członkowskich. EUMC publikuje dwa raporty roczne, z których pierwszy opisuje wyniki działalności EUMC w danym roku, drugi zaś dostarcza informacji na temat zjawiska rasizmu i ksenofobii we Wspólnocie i poszczególnych krajach członkowskich, uwypuklając przykłady dobrej praktyki (tzw. „good practices”). Centrum współpracuje ściśle z ONZ, OBWE, Parlamentem Europejskim, Komisją Europejską i działającą w ramach Rady Europy Europejską Komisją przeciwko Rasizmowi i Nietolerancji (ECRI) w dziedzinie zwalczania tych zjawisk.
Rada Zarządzająca Centrum obejmowała przedstawicieli Parlamentu Europejskiego, Komisji przeciwko Rasizmowi i Nietolerancji Rady Europy, Komisji Europejskiej oraz reprezentantów poszczególnych państw członkowskich UE. Centrum utrzymuje kontakt z administracją rządową państw członkowskich za pośrednictwem ekspertów łącznikowych (tzw. liaison officers). Ponadto Centrum opierało swoją działalność na sieci krajowych punktów kontaktowych (z ang. National Focal Points), które funkcjonowały w ramach Europejskiej Sieci Informacji o Rasizmie i Ksenofobii – RAXEN. W Polsce krajowym punktem kontaktowym jest Helsińska Fundacja Praw Człowieka.
Zadania:
- gromadzenie, rejestrowanie, analiza i rozpowszechnianie istotnych, obiektywnych, rzetelnych i porównywalnych informacji, w tym wyników rozpoznań przekazanych jej przez państwa członkowskie, instytucje UE, ośrodki badawcze, organizacje pozarządowe, organizacje międzynarodowe;
- rozwój i udoskonalenie metodologii zbierania danych na poziomie UE, we współpracy z państwami członkowskimi i Komisji Europejskiej;
- prowadzenie badań naukowych i sondaży oraz sporządzanie opracowań dla Parlamentu Europejskiego, Rady i Komisji Europejskiej;
- formułowanie wniosków i opinii na tematy szczegółowe, z przeznaczeniem dla instytucji UE i państw członkowskich, które wdrażają prawo wspólnotowe;
- publikacja sprawozdań: rocznych – na temat praw podstawowych, z uwzględnieniem przykładów wzorcowych działań; tematycznych – opartych na prowadzonych przez siebie analizach, badaniach i sondażach; a także rocznych sprawozdań ze swej działalności;
- opracowanie strategii komunikacyjnych oraz promocja dialogu ze społeczeństwem obywatelskim, który służyć ma zwiększeniu wiadomości opinii publicznej w zakresie praw podstawowych.